# V.S.K.Valasai
V.S.K.Valasai là một thị xã panchayat của quận Dindigul thuộc bang Tamil Nadu, Ấn Độ.

## Địa lý
V.S.K.Valasai có vị trí 10°19′B 78°09′Đ / 10,31°B 78,15°Đ Nó có độ cao trung bình là 320 mét (1049 feet.

## Nhân khẩu
Theo điều tra dân số năm 2011 của Ấn Độ, V.S.K.Valasai có dân số 17,865. người. Phái nam chiếm 50% tổng số dân và phái nữ chiếm 50%. V.S.K.Valasai có tỷ lệ  71% biết đọc biết viết,  cao hơn tỷ lệ trung bình toàn quốc là 59,5%: tỷ lệ cho phái nam là 76%, và tỷ lệ cho phái nữ là 66%. Tại V.S.K.Valasai, 12% dân số nhỏ hơn 6 tuổi.